# 电影人物
电影人物（英語：Film Personage），CCTV-6从2000年播出至今的纪录片栏目，每周五由电影频道首播，之后综艺频道、纪录频道有重播。栏目通过中国电影史上的知名电影人以及普通电影工作者的回忆等，讲述中国电影发展史中发生的故事。